# Вернигероде (район)
Вернигероде (нем. Wernigerode) — бывший (до 30 июня 2007 года) район в Германии, 1 июля 2007 года вошел в состав района Гарц. Центр района — город Вернигероде. Район входил в землю Саксония-Анхальт. Занимал площадь 797,60 км². Население 92 001 чел. Плотность населения — 116 человек/км².
Официальный код района 15 3 69.
Район подразделялся на 30 общин.

## Города и общины
1. Вернигероде (34 209)
2. Эльбингероде (5 706)

Объединения общин
Управление Бланкенбург
1. Бланкенбург (15 896)
2. Каттенштедт (740)
3. Хаймбург (956)
4. Хюттенроде (1 224)
5. Тимменроде (1 098)
6. Винроде (891)

Управление Броккен-Хохгарц
1. Альроде (715)
2. Альтенбрак (386)
3. Беннекенштайн (2 236)
4. Эленд (544)
5. Хассельфельде (3 148)
6. Ширке (733)
7. Зорге (132)
8. Штиге (1 199)
9. Танне (717)
10. Трезебург (99)

Управление Ильзенбург (Гарц)
1. Дарлингероде (2 301)
2. Дрюбек (1 544)
3. Ильзенбург (6 334)

Управление Нордхарц
1. Аббенроде (935)
2. Деренбург (2 677)
3. Хойдебер (1 276)
4. Лангельн (1 124)
5. Реддебер (876)
6. Шмацфельд (349)
7. Штапельбург (1 390)
8. Феккенштедт (1 488)
9. Вассерлебен (1 529)